# Katarina av Henneberg
Katarina av Henneberg, född 1334, död 1397, var en tysk adelskvinna, regerande grevinna av Henneberg 1334–1397, gift med Fredrik III av Meissen. 